# Zigeunerprinsessen
Zigeunerprinsessen er en stumfilm fra 1918, der er instrueret af Emanuel Gregers efter eget manuskript.